# Pogorelica
Pogorelica je planina u Bosni. 

## Položaj
Nalazi se južno od Fojnice i zapadno od Kreševa.
Dio 70 km dugačka neprekinuta planinskog niza koji čine planine Vranica (2112 m), Zec planina (1871 m), Matorac (1937 m), Vitreuša (1919 m), Pogorelica (1437 m), Bitovnja (1744 m) i Ivan-planina (1534 m), zvanog planinska grupa Vranica. Matorac je jednake geološke građe i sličnih reljefnih, hidroloških i drugih osobina.

Do Pogorelice se dolazi iz pravca Fojnice. Asfaltna cesta prati tok rječice Željeznice do Dusine, nakon koje još je 4 kilometra makadamskim putem. Može se doći i iz pravca doline Neretvice ili iz pravca Kreševa. 
Na Pogorelicu i Zec-planinu se nastavlja prema sjeverozapadu i zapadu planina Bitovnja koja istočno se nastavlja na Ivan-planinu, a prema jugu u župni, brdoviti teren Hercegovine. 
Sa zapadne strane Pogorelice teče Neretvica.

## Građa
Geološka građa Pogorelice nastala je iz vrlo duga geološkog razvitka, zbog čega su nastali vrlo složeni strukturni i litostratigrafski odnosi. Jezgru Pogorelice čine paleozojski škriljci. i u geološkom pogledu u srednjobosanske škriljaste planine. Poput ostalih planina iz ove skupine spada u najstarije planine i Bosni i Hercegovini koje se pružaju se u dinarskom smjeru, ЈI — SZ počevši od Tarčina i Bradine do Busovače i Uskoplja. Prema zapadu idu ovako: Vel. Ivan, Lisinj, Bitovnja, Pogorelica, Zec, zatim Vranica, Matorac i Šćit-planina. Visovi su pretežno glavičasti. Do naјviših kota pokrivena je zemljom. U nižim - padinskim dijelovima Pogorelica je izgrađena od škriljaca i riolita. Najviši dijelovi imaju vapnence, dolomite i mramore. Ima kristalastih škriljevaca. Ima nešto šupljikavih vapnenaca, daljeg oblika karbonatnih stijena na kojima se uglavnom razvijaju kalkomelanosoli. Ima karbonatnih supstrata u vidu pojave tercijarnih sedimenata, čistih ili laporaca s glincima. Od silikatnih stijena ima eruptivnih i kristalastih škriljevaca. Od eruptivnih stijena ima kvarcporfira, uglavnom paleozojske starosti. Erozija je poremetila glavne izljeve kvarcporfira koji su raščlanjeni. Na grebenima se javljaju kvarciti i kvarcni pješčenjaci.
Grupa masiva Vranice kojoj pripada Pogorelica u geološkoj prošlosti bila je aktivno vulkansko područje. Zbog toga ih se naziva "rudnim gorjem", "srednjebosanskim rudnim planinama", odnosno prostorom "bosanskog škriljavog (škriljastog) gorja". Osebujna geološka građa i tektonski sklop razlog su rudnih ležišta i mineralnih izvora poput fojničkog.

## Vode
S Pogorelice se slijevaju Neretvica i Brložnjak.

## Turizam
Na Pogorelici je planinarski dom Planinarskog društva "Pogorelica" iz Kiseljaka na bubu spajanja livadskih terena i guste stoljetne bukove šume na 1221 metar nadmorske visine. PD „Pogorelica“ iz Kiseljaka tradicionalno krajem svibnja organizira manifestaciju "Dane Pogorelice". Tradicionalno svake godine nakon uskrsnih blagdana održava manifestaciju „Dane pisanice“ Pogorelica. Lovački dom LD „Divokoza“ Fojnica iz 1983. uz rub bukove šume, udaljeni od planinarskog doma 300 metara, na nadmorskoj visini od 1000 metara. Na Pogorelici su vikendice. Omiljeno je mjesto za planinare, lovce, športaše, sakupljače ljekobilja i šumskih plodova.
Planinarski put Bitovnja-Pogorelica-Vranica, zamisao o kojem datira iz 1930-ih, utemeljen je 1964. godine. Početna točka je u Kreševu, prelazi preko planina Inča, Lopate, Visočice, Bitovnje, Pogorelice, Zeca i Vranice i završava u Fojnici (inačica A) ili Uskoplju (inačica B).

## Fauna
Do naјviših kota obrasla biljem. Sa svih strana Pogorelice do visine 1000 m nižu se ziratne zemlje, oranice, livade i pašnjaci. Iznad 1000 m visine su velike šume kvalitetne drvne građe, uglavnom crnogorične, a ponešto i bјelogorične šume.

## Gospodarstvo
Nekad je bilo razvijeno nomadsko stočarenje. Franjevački samostan u Fojnici imao je pašnjake od Vrankamena, Matorca, Poljane i Kozograda.
Pašnjaci su bili bogati i prostrani. Između dva svjetska rata na Bitovnji, Pogorelici, Zecu, Vranici, Matorcu i Šćitu bilo je do 30 ljetnih pastirskih naselja s 230 koliba.

## Slučaj Pogorelica
Na Pogorelici je bio kamp za obuku, za koje su jedni tvrdili da je to kamp za antiterorističku, a drugi za terorističku obuku. Pri kontroli sprovođenja Daytonskog mirovnog sporazuma i Memoranduma o razumijevanju, SAD su dobile ovlasti po svom nahođenju poduzeti istražne radnje, s naglaskom na mudžahedine. Washington Post je izvijestio da je 200 iranskih vojnih instruktora i dalje u Bosni i da im je osnovni kamp jeste "u Fojnici". 16. veljače 1996. IFOR je napravio helikopterski i transporterski desant, a američki admiral Leighton Smith iznio je teške optužbe, nazvavši to mjestom za obuku terorista i povezao da je obuka rađena uz znanje i suradnju ljudi iz bih. vlade.

## Vanjske poveznice
- PD Bitovnja - uređenje tematskih pješačkih staza oko Fojnice
- Prirodna baština: Život na vulkanskim stijenama, prilog Federalne TV